# Nangsri (Manisrenggo)
Nangsri is een bestuurslaag in het regentschap Klaten van de provincie Midden-Java, Indonesië. Nangsri telt 3830 inwoners (volkstelling 2010).